# Мигунов, Александр Юрьевич
Алекса́ндр Ю́рьевич Мигуно́в (укр. Олександр Юрійович Мігунов; род. 13 апреля 1994[…], Донецк) — украинский футболист, полузащитник

## Игровая карьера
Воспитанник ДЮСШ-2 города Донецка. Первый тренер — Александр Иванович Пожидаев. В 12-летнем возрасте продолжил обучение в школе ФК «Днепр» (тренеры — Алексей Чистяков и Сергей Максимыч). С 2010 до 2014 играл за и юношескую команду и дубль «Днепра». Всего за дубль провёл 82 матча и забил пять голов. В Премьер-лиге дебютировал 22 сентября 2014 в матче «Днепр» — «Олимпик» (5:0), заменив во втором тайме Бруно Гаму. За проведённое на поле время сумел отдать голевую передачу Калиничу. Затем Мигунов попал в заявку на матч Лиге Европы во Франции, но на поле не вышел. После игры тренер «Днепра» Мирон Маркевич сказал футболисту готовиться к матчу чемпионата с «Ильичёвцем». 5 октября 2014 года в Днепропетровске, на стадионе «Метеор», где «Ильичёвец» в сезоне 2014/15 принимал своих соперников, Мигунов впервые вышел в стартовом составе. В этом матче отметился выносом мяча с линии пустых ворот, а также заработанной на нём красной карточкой для Сергея Гриня. В сезоне 2014/15 сыграл за днепропетровский клуб 3 матча в высшем дивизионе и 2 в Кубке Украины. Летом 2015 года у Мигунова завершился контракт с днепропетровцами. Имея предложение от «Днепра» остаться, футболист узнал, что не едет на сборы с основным составом. Не желая ещё один год выступать за дубль, принял решение сменить команду.
Мигунова «подобрал» донецкий «Шахтёр» и сразу же отдал его в аренду «Ильичёвцу».
18 сентября 2018 года стал игроком клуба «Днепр-1», подписавши контракт сроком на один год.

### Международная карьера
В марте 2015 года сыграл в составе молодёжной сборной Украины в товарищеских матчах против сверстников из Словении и Словакии. В июне того же года был вызван Сергеем Ковалльцом для участия в Мемориале Лобановского. На этом турнире «жёлто-синие» заняли второе место, а Мигунов принял участие в обоих матчах.

## Достижения
- Победитель Первой лиги Украины: 2016/17